# Semaeopus munda
Semaeopus munda är en fjärilsart som beskrevs av Walker 1867. Semaeopus munda ingår i släktet Semaeopus och familjen mätare. Inga underarter finns listade i Catalogue of Life.